# تروبرد (فیلم ۱۹۲۸)
«تروبرد» (انگلیسی: The Thoroughbred (1928 film)) فیلمی در ژانر درام به کارگردانی سیدنی مورگان است که در سال ۱۹۲۸ منتشر شد. از بازیگران آن می‌توان به ایان هانتر اشاره کرد.